# Narcissisme primaire
Le narcissisme primaire est un état hypothétique qui correspond au premier narcissisme de l'enfant et peut se situer entre le stade auto-érotique  et le choix d'objets extérieurs.

## Définition
Chez Freud, selon le Vocabulaire de la psychanalyse, « le narcissisme primaire désigne d'une façon générale le premier narcissisme, celui de l'enfant qui se prend lui-même comme objet d'amour avant de choisir des objets extérieurs ». Pour Michel Vincent, une partie de l'investissement libidinal originaire du Moi que représente  le narcissisme primaire est cédée ultérieurement aux objets, ce qui permet « une opposition entre la libido du Moi et la libido d'objet ».
Jean Laplanche et Jean-Bertrand Pontalis considèrent par ailleurs que « d'un auteur à l'autre, la notion de narcissisme primaire est sujette à des variations extrêmes », car il s'agit ici de définir « un stade hypothétique de la libido infantile ». Ces variations peuvent être également constatées chez Freud lui-même quand il cherche à préciser le moment de constitution d'un tel état : dans la période 1910-1915, la phase du narcissisme primaire se situerait entre celle de l'autoérotisme primitif et celle de l'amour de l'objet ; elle pourrait correspondre à « l'apparition d'une première unification du sujet, d'un moi ». Certains auteurs doutent de l'existence de cet état. En référence à Totem et Tabou (1913), le narcissisme primaire correspondrait à « la croyance de l'enfant à la toute-puissance de ses pensées ». Dans Pour introduire le narcissisme (1914), Freud observe qu'à partir de la tendresse des parents pour leur enfant, celui-ci se trouve porteur du narcissisme abandonné par eux : « la surestimation dont le jeune enfant est l'objet fait de lui un héros qui possède toutes les perfections ».

## Lacan et le narcissisme primaire
Lacan a fait un sort au terme de « narcissisme primaire », en remarquant que « le narcissisme secondaire est le narcissisme radical, celui qu'on appelle primaire est exclu[réf. souhaitée]. » En effet, le narcissisme, comme tel, suppose toujours et par définition, la constitution du moi et son image (stade du miroir) ; le savoir-y-faire avec l'idée de soi comme corps. Michel Bousseyroux (1988), suggère plutôt les termes « auto-érotisme » ou « satisfaction primaire » pour situer les choses du côté de la question du réel pulsionnel, par rapport à l'objet vocal en particulier. Cependant, Lacan n'a pas hésité à employer ce terme après l'avoir dénoncé : il affirme (Le Sinthome, 11 5 76) « qu'il y a une étape de narcissisme primaire et que ce narcissisme primaire se caractérise de ceci, non pas qu'il n'y ait pas de Sujet, mais qu'il n'y a pas de rapport de l'intérieur à l'extérieur ».